# No Scrubs
Singles de TLC
Diggin' on You
(1995) Unpretty
(1999)
No Scrubs est une chanson interprétée par le groupe féminin américain de RnB TLC, écrite et composée par Kevin « She'kspere » Briggs, Kandi Burruss, Tameka Cottle (en) et Lisa Lopes. C'est le premier single issu de l'album FanMail sorti en 1999. La version single comporte une partie rap écrite par Lisa Lopes. 
Elle connaît un grand succès international et se classe en tête des ventes dans plusieurs pays.
C'est une chanson phare du groupe dans laquelle il rejette l'attitude irrespectueuse envers les femmes de la part d'hommes de peu de valeur qui ne font rien pour s'améliorer et désignés par le terme argotique américain scrub, lequel est popularisé par la chanson.  

## Accueil critique
En plus du succès commercial, No Scrubs reçoit les faveurs de la presse musicale. En 1999, le magazine britannique NME classe la chanson en 2e position des morceaux de l'année et, en 2012, au 45e rang des meilleures chansons des années 1990,. Pour le magazine américain Rolling Stone elle est no 10 des 50 meilleures chansons des années 1990 dans un classement établi en 2016.En 2017, les critiques de Billboard la placent 42e des 100 plus grandes chansons de tous les temps de groupes féminins.

## Distinctions, impact et héritage
La chanson remporte le Grammy Award de la meilleure chanson R&B et le Grammy Award de la meilleure prestation vocale R&B par un duo ou un groupe et est nommée pour le Grammy Award de l'enregistrement de l'année en 1999.
Elle gagne également le Soul Train Music Award du meilleur single R&B/Soul pour un groupe ou duo en 2000.
Le clip vidéo, réalisé par Hype Williams, est récompensé par le MTV Video Music Award de la meilleure vidéo d'un groupe,.

## Classements hebdomadaires
| Classement (1999)                       | Meilleure position |
| --------------------------------------- | ------------------ |
| Allemagne (GfK Entertainment)           | 4                  |
| Australie (ARIA)                        | 1                  |
| Autriche (Ö3 Austria Top 40)            | 26                 |
| Belgique (Flandre Ultratop 50 Singles)  | 5                  |
| Belgique (Wallonie Ultratop 50 Singles) | 3                  |
| Canada (RPM Top Singles)                | 1                  |
| Écosse (OCC)                            | 11                 |
| Espagne (PROMUSICAE)                    | 7                  |
| États-Unis (Billboard Hot 100)          | 1                  |
| États-Unis (Hot R&B/Hip-Hop Songs)      | 1                  |
| États-Unis (Top 40 Mainstream)          | 1                  |
| France (SNEP)                           | 5                  |
| Irlande (IRMA)                          | 1                  |
| Italie (FIMI)                           | 8                  |
| Norvège (VG-lista)                      | 7                  |
| Nouvelle-Zélande (RMNZ)                 | 1                  |
| Pays-Bas (Nederlandse Top 40)           | 3                  |
| Pays-Bas (Single Top 100)               | 3                  |
| Royaume-Uni (UK Singles Chart)          | 3                  |
| Royaume-Uni (UK R&B Chart)              | 1                  |
| Suède (Sverigetopplistan)               | 16                 |
| Suisse (Schweizer Hitparade)            | 5                  |

## Certifications
| Pays                    | Certification | Unités certifiées |
| ----------------------- | ------------- | ----------------- |
| Allemagne (BVMI)        | Or            | 250 000           |
| Australie (ARIA)        | Platine       | 70 000            |
| Belgique (BEA)          | Platine       | 50 000            |
| Danemark (IFPI Danmark) | Or            | 45 000            |
| Espagne (Promusicae)    | Or            | 50 000            |
| États-Unis (RIAA)       | 5 × Platine   | 5 000 000         |
| France (SNEP)           | Or            | 250 000           |
| Italie (FIMI)           | Or            | 25 000            |
| Nouvelle-Zélande (RMNZ) | 7 × Platine   | 210 000           |
| Royaume-Uni (BPI)       | 5 × Platine   | 3 000 000         |
| Suède (GLF)             | Or            | 15 000            |

## Reprises et divers
En 1999, le trio de hip-hop Sporty Thievz (en) a sorti le single No Pigeons qui se veut une réponse à No Scrubs,.
Le chanteur britannique Ed Sheeran a reconnu s'être inspiré de No Scrubs pour le morceau Shape of You, grand succès de 2017, et a fini par créditer Kevin « She'kspere » Briggs, Kandi Burruss et Tameka Cottle comme coauteurs de sa chanson,.
La chanson a été reprise par divers artistes, comme Bastille feat. Ella Eyre, les acteurs de la série télévisée Glee, Jorja Smith, ou encore Weezer.